# Maria Edman
Maria Edman, kallad Edis, född 18 april 1984, är en svensk fotbollsspelare, målvakt som spelat i Damallsvenskan med klubbarna Kristianstads DFF och Stattena IF. Säsongen 2010 var hon reservmålvakt i Linköping FC. Under sommaruppehållet 2010 meddelade klubben att Maria Edman avslutar sin professionella fotbollskarriär istället för att förlänga kontraktet. Hon uppgavs fortsätta resten av 2010 som utespelare för Råå IF i Division 4, men inte som proffs.
Edman började sin fotbollsbana i Rydebäcks IF (numera Fortuna FF) och började sedan som 16-åring spela för helsingborgslaget Stattena IF, dit hon flyttat tillsammans med lagkamraten från Rydebäck, Caroline Seger. År 2005 rekryterades hon av Kopparbergs/Göteborgs FC och spelade tre år för klubben innan hon bytte till Kristianstads DFF 2007. Sedan 2009 är hon tillbaka i Stattena IF. Edman har spelat 22 matcher för de olika flicklandslagen och togs 2004 för första gången ut i U21-landslaget. 

## Meriter
- 1 U21 landskamp
- 22 F landskamper